# Wrząca Wielka
Wrząca Wielka [ˈvʐɔnt͡sa ˈvjɛlka] (tyska: Wehlefronze) är en by i Powiat kolski i det polska vojvodskapet Storpolen. Wrząca Wielka är beläget 8 kilometer nordost om Koło och 121 kilometer öster om Poznań.
En av sevärdheterna är Sankt Jakobs kyrka, uppförd i nyromansk stil år 1888.